# Cloud Nine (album Kygo)
Cloud Nine – debiutancki album norweskiego producenta muzycznego i DJ-a Kygo, wydany 13 maja 2016 przez Sony Music.
Z materiałem z płyty muzyk wystąpił 2 lipca 2016 na Open’er Festival 2016.
Album w Polsce uzyskał certyfikat platynowej płyty.

## Lista utworów
1. „Intro”
2. „Stole the Show” (feat. Parson James)
3. „Fiction” (feat. Tom Odell)
4. „Raging” (feat. Kodaline)
5. „Firestone” (feat. Conrad Sewell)
6. „Happy Birthday” (feat. John Legend)
7. „I’m in Love” (feat. James Vincent McMorrow)
8. „Oasis” (feat. Foxes)
9. „Not Alone” (feat. RHODES)
10. „Serious” (feat. Matt Corby)
11. „Stay” (feat. Maty Noyes)
12. „Nothing Left” (feat. Will Heard)
13. „Fragile” (Kygo & Labrinth)
14. „Carry Me” (feat. Julia Michaels)
15. „For What It’s Worth” (feat. Angus & Julia Stone)